# Les Deux Mondes (essai)
Pour les articles homonymes, voir Deux mondes.
Les Deux Mondes par M. G. D. E.,... servant d'introduction à l'ouvrage de M. Urquhart : la Turquie et ses ressources, est un ouvrage de géopolitique publié par Gustave d'Eichthal en 1836.
Il est consacré à la question d'Orient dans le concert des nations et à l'association de l'Orient et de l'Occident prônée par les saint-simoniens.